# Maja Tegeler

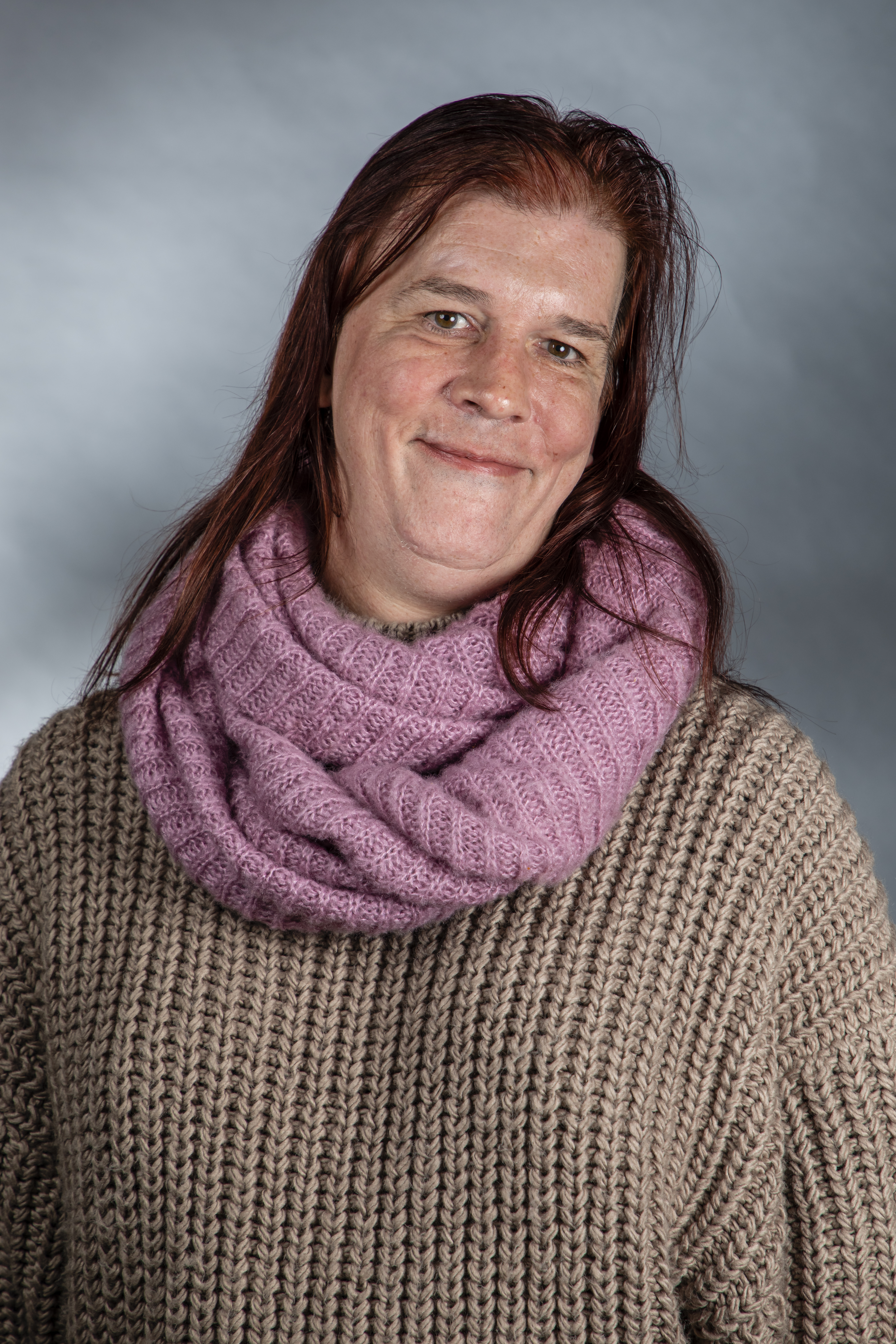
Maja Tegeler (2019)

Maja Tegeler (* 2. Dezember 1974 in Bremen) ist eine deutsche Politikerin (Die Linke). Seit 2019 ist sie Mitglied der Bremischen Bürgerschaft.

## Biografie
Tegeler erwarb ihr Abitur 1996. Sie wohnt in Bremen-Neustadt.

### Politik
Tegeler ist im Ortsvorstand der Partei in Bremen-Nord. Sie wurde bei der Bürgerschaftswahl in Bremen 2019 auf Platz 9 der Liste zur Abgeordneten gewählt. In der Bürgerschaft ist sie Mitglied im Ausschuss für die Gleichstellung der Frau, im Queerpolitischen Beirat und in der Gesundheitsdeputation. Zudem ist sie stellvertretendes Mitglied im Petitionsausschuss (Land und Stadt) sowie im Ausschuss für Bürgerbeteiligung, bürgerschaftliches Engagement und Beiräte. 2021 und 2022 wurde Tegeler in den Parteivorstand der Linken gewählt.
Die Bremer Politikerin engagiert sich für die Belange queerer Menschen, insbesondere gegen queer- und transfeindliche Gewalt. Außerdem macht sie auf die medizinische Versorgung von trans* Personen aufmerksam und fordert Verbesserungen für die Betroffenen.

### Weitere Mitgliedschaften
- Christopher Street Day (CSD) Bremen e. V.
- Trans-Recht e. V.
- ver.di